# Waylon Payne
Waylon Payne (né le 5 avril 1972) est un acteur, chanteur et musicien américain.

## Biographie

### Enfance
Waylon Payne naît à Nashville (Tennessee) le 5 avril 1972. Il est le fils du guitariste Jody Payne et de la chanteuse Sammi Smith. Waylon Jennings, avec qui cette dernière avait fait plusieurs tournées, devient le parrain de Payne et lui prête son prénom. À cause des tournées et du divorce de ses parents, Payne vit jusqu'à ses 18 ans chez son oncle et sa tante avec ses demi-frère et sœur Bob et Yvonne.
Après le lycée, il commence à s’intéresser à la bière, la marijuana et la musique populaire, ce qui déçoit beaucoup son oncle et sa tante.

### Carrière
Wayle se fait d'abord connaître dans les bars de Los Angeles mais continue d'écrire ses propres chansons à côté. Ne trouvant aucun label pour publier ses chansons, il se dirige à New York et se fait repérer par Pat Green. Son premier album The Drifter sort le 22 juin 2004.

#### Au cinéma
Il joue en 2005 le rôle de Jerry Lee Lewis dans Walk the Line, aux côtés de Joaquin Phoenix et Reese Witherspoon. On l'aperçoit également dans Crazy, jouant le rôle du célèbre guitariste Hank Garland en 2008 ou à la télévision dans Les Experts.